# Abuso di potere (film 1972)
Abuso di potere è un film del 1972 diretto da Camillo Bazzoni.

## Trama
A Palermo il giornalista Enrico Gagliardi viene ucciso; per le indagini viene chiamato Luca Miceli, commissario abituato a usare le maniere spicce. 24 ore dopo il delitto, grazie ad una telefonata anonima, Miceli si trova fra le mani il presunto colpevole, ma il commissario non si convince di ciò e decide di continuare le indagini. Fingendo di prestarsi al gioco di Lola, l'amante di Gagliardi, Miceli scopre che ad uccidere il giornalista é stato un trafficante di droga, infatti Gagliardi stava indagando su di lui e per questo é stato ucciso. Alla fine, il trafficante, una volta scarcerato fa uccidere prima Miceli e poi Lola con l'aiuto della mafia.

## Curiosità
- Nonostante l'ambientazione siciliana, gli esterni del film sono stati girati in buona parte a Salerno.